# 1360

سنة 1360 كانت سنة كبيسة تبدأ يوم الأربعاء (سوف يظهر الرابط التقويم الكامل للعام) حسب التقويم اليولياني.

## مواليد
- جوفاني دي بيتشي دي ميديشي
- نونو ألفارس بيريرا

## وفيات
- أبو عبد الله الشاطبي
- أورخان غازي
- ابن هشام الأنصاري